# Gustav Schwenk
Gustav Schwenk (* 17. Dezember 1923 in Düsseldorf; † 11. Januar 2015 ebenda) war ein deutscher Sportjournalist. Er erhielt im November 2009 vom Weltleichtathletikverband IAAF als Erster die Auszeichnung World Athletics Journalist.

## Leben
Schwenk begann seine journalistische Laufbahn beim Sport-Informations-Dienst in Neuss, für den er zehn Jahre von 1947 bis 1957 tätig war; er betreute die Sportarten Leichtathletik, Handball, Ringen und Gewichtheben. Seither arbeitete Schwenk als Freier Journalist für Leichtathletik und bis 1982 auch für Handball. Er schrieb jahrelang im Kicker-Sportmagazin und im Fachmagazin Leichtathletik. Ab 1995 gehörte er bei großen Leichtathletik-Veranstaltungen zum Stab des ZDF. Schwenk war ab 1947 bei 63 deutschen Leichtathletik-Meisterschaften akkreditiert, ab 1952 begleitete er die Olympischen Sommerspiele. 1966 berichtete Schwenk als einziger Westeuropäer von den ersten europäischen Juniorenspielen in Odessa.
1959 war Schwenk einziger deutscher Journalist beim Weltrekord von Martin Lauer im 110-Meter-Hürdenlauf in Zürich. Ein Jahr später war Schwenk erneut als einziger deutscher Journalist in Zürich, als Armin Hary den Weltrekord im 100-Meter-Lauf auf 10,0 Sekunden stellte. Nachdem Hary das Finale in 10,0 Sekunden gewonnen hatte, wollte das Kampfgericht das Rekordprotokoll nicht unterschreiben, weil ein Fehlstart vorgelegen habe. Schwenk setzte sich beim Kampfgericht dafür ein, dass Armin Hary einen zweiten Versuch erhielt. Nachdem Hary in diesem zweiten Lauf erneut 10,0 Sekunden lief, war der Weltrekord anerkennungsfähig.
Neben seiner Tätigkeit als Berichterstatter war Schwenk auch als Berufsvertreter aktiv. 
1962 war er Mitgründer der Leichtathletik-Sektion innerhalb des internationalen Sportpresseverbandes AIPS. Seit 1991 war er Mitglied der Pressekommission der IAAF. 
Gustav Schwenk erhielt vom DLV bereits 1959 die DLV-Nadel in Gold, 1984 ehrte ihn der DLV mit dem Carl-Diem-Schild und 1987 mit dem Heinz-Cavalier-Preis. Nachdem er 2007 von der IAAF den Plaque de Merite überreicht bekommen hatte, zeichnete ihn die IAAF bei ihrer Leichtathletik-Weltgala 2009 in Monte Carlo als ersten World Athletics Journalist aus.
Schwenk starb am 11. Januar 2015 im Alter von 91 Jahren in seiner Heimatstadt Düsseldorf.